# Mathias Danmark
Mathias Danmark (12. juli 1997 på Hadsund Syd) er en dansk roer. Han har gennem mange år været aktiv i Hadsund Roklub. I juli 2015 blev han udtaget til junior VM i Brasilien. Siden er har han indstillet karrieren, grundet studiet og andre interesser.

## Medaljer

### Ungdoms-DM
- Guld - DM 2014, Brabrand Sø, Aarhus.[2]
- Guld - Regatta, Hamborg, 2014.[3]
- Guld - DM 2013, Bagsværd Sø.[4]
- Guld - DM 2012, Bagsværd Sø.[5]
- Guld Regatta 2011. [6]
- Sølv DM 2011, Vandkraftsøen, Holstebro.[7]

### NM
- Guld - NM 2015, Oslo, Norge.[8]